# Матвеев, Николай Михайлович (математик)
Николай Михайлович Матвеев (1914 — 2003) — советский и российский математик, профессор, доктор физико-математических наук, заслуженный деятель науки РФ.

## Биография
Окончил Ленинградский университет в 1938, и работал в Уральском госуниверситете. Преподавал в ЛГУ с 1944, Мордовском государственном университете с 1960, ЛГПИ имени А. И. Герцена с 1979, ЛОПИ с 1994, работал также во ЛФЭИ. Являлся первым заведующим кафедрой высшей математики и одним из основателей факультета прикладной математики — процессов управления Ленинградского государственного университета, внёс большой вклад в развитие кафедры высшей математики ЛГПИ имени А. И. Герцена, и последние 10 лет до последнего дня своей жизни заведовал кафедрой высшей математики Ленинградского областного педагогического университета. За свою многолетнюю педагогическую деятельность подготовил 50 кандидатов наук и 6 докторов наук, его ученики работают в крупнейших вузах России и за рубежом. Основные научные труды в области дифференциальных уравнений.

## Публикации
Является автором более 100 научных работ, многочисленных учебников и задачников по теории обыкновенных дифференциальных уравнений.
- Матвеев Н. М. О книге К. У. Шахно «Сборник задач по математике». — 1953‍.
- Матвеев Н. М., Итенберг С. И. Аналитическая геометрия в пространстве. Дифференциальное исчисление функций нескольких переменных. Дифференциальные уравнения. Учебное пособие. Л., 1973.[1]
- Матвеев Н. М. Методы интегрирования обыкновенных дифференциальных уравнений. 1974.
- Матвеев Н. М. Обыкновенные дифференциальные уравнения. 1996.
- Матвеев Н. М. Сборник задач и упражнений по обыкновенным дифференциальным уравнениям. «Лань», 2002. ISBN 5-8114-0436-0.[2]
- Матвеев Н. М. Методы интегрирования обыкновенных дифференциальных уравнений. Учебное пособие. 5-е изд., доп. - СПб. и др. : «Лань», 2003. ISBN 5-8114-0476-X.[3]